# Un bel morir
Un bel morir fue una producción independiente del cineasta Jesús Pimentel. 
Contó en los roles principales con la extraordinaria actriz Ofelia Medina (Isabel) y Vicente Herrera (Manuel). 

## Sinopsis
En Un bel morir se representa la ira manejada a través de la relación entre la pareja de Isabel y Manuel, un matrimonio por conveniencia en el que ella es mayor con 20 años. Ambos viven en el pueblo de Tlalpujahua, Michoacán, una vida de apariencias, a expensas de los chismes, las infidelidades de Manuel y la envidia de sus vecinos.-

## Equipo de Producción
Además de Medina y Herrera, participaron Flora Gallegos, Teresa Sánchez, Alejandra Olvera, Pablo Munguía. La dirección de fotografía corrió a cargo de Elena Pardo (El rey de los coleaderos, 2004), en sonido estuvo Florencia Stefana Russildi y producción general Graciela Guerrero, asistidos por Pina Alfaro, Juan Carlos Lazo y Francisco Tapia, respectivamente.